# Kabinet-Venetiaan I
Het kabinet-Venetiaan I was een Surinaams kabinet onder leiding van president Ronald Venetiaan. In deze periode was Jules Ajodhia (VHP) vicepresident. Het kabinet regeerde van 16 september 1991 tot en met 14 september 1996 en volgde op de verkiezingen van 25 mei 1991.
Venetiaan werd rond zijn aantreden wel De man met de tien schone vingers genoemd. Tijdens zijn regering ging het cliëntelisme waar zijn voorgangers, inclusief het militaire regime, om bekend stonden echter verder. De 46 miljoen gulden die de Nederlandse regering vrijgaf, ging voornamelijk naar de achterban die op de coalitie had gestemd.

## Economie
Enkele jaren na het aantreden van het kabinet, had Suriname naar oordeel van Nederland nog steeds geen economische maatregelen getroffen. Voor Nederland was dit in 1993 reden om de monetaire steun te staken. Als gevolg raakte Suriname verder in de economische problemen, met in 1994 een hyperinflatie van honderden procenten tot gevolg. Henk Goedschalk, de governor van de Centrale Bank van Suriname (CBvS), werd in 1993 op non-actief gesteld en oneervol ontslagen toen hij terug wilde komen.
In maart 1994 trad André Telting aan als governor van de CBvS. Hij kwam met maatregelen en wist de monetaire situatie in 1995 te keren en zorgde dat de Surinaamse gulden in 1996 voor 100% was gedekt door goudreserves. Daarnaast werd de belastinginning verbeterd met hulp van Nederlandse belastingambtenaren. Suriname slaagde er met deze maatregelen in de inflatie in enkele jaren weg te werken, van 587% in 1994 tot 1% in 1996.
Voor de regering kwam het resultaat te laat om de verkiezingen in 1996 te kunnen winnen, zodat in 1996 de NDP van Bouterse aan de macht kwam.

## Samenstelling
Eddy Sedoc kreeg aanvankelijk het ministerie van Planning en Ontwikkelingssamenwerking (PLOS) toegewezen en begon eerst nog zonder ministerie. Na het onverwachte aftreden van Rudi Roseval kreeg hij naast de zaken van PLOS ook de verantwoordelijkheid over het ministerie van Financiën. Toen PLOS eenmaal opgericht was, droeg Sedoc Financiën over aan Wilfred Grep; Grep overleed echter een dag voor zijn installatie en Financiën kwam vervolgens onder bestuur van Humphrey Hildenberg. Sedoc trad in 1993 terug op PLOS vanwege gezondheidsklachten.
In het kabinet hadden de volgende ministers zitting:
| Ministerie                            | Partij | Minister / opvolger                                  | Etniciteit  |
| ------------------------------------- | ------ | ---------------------------------------------------- | ----------- |
| Arbeid                                | SPA    | Reynold Simons / Jack Kross                          | Creool      |
| Binnenlandse Zaken                    | KTPI   | Soeratno Setroredjo / Johan Sisal / Saban Sabiran    | Javaan      |
| Buitenlandse Zaken                    | VHP    | Subhas Mungra                                        | Hindoestaan |
| Defensie                              | SPA    | Siegfried Gilds                                      | Creool      |
| Financiën                             | NPS    | Rudi Roseval / Eddy Sedoc / Humphrey Hildenberg      | Creool      |
| Handel en Industrie                   | VHP    | Tjan Gobardhan / Richard Kalloe                      | Hindoestaan |
| Justitie en Politie                   | VHP    | Soeshiel Girjasing                                   | Hindoestaan |
| Landbouw, Veeteelt en Visserij        | KTPI   | André Kartoredjo / Soeratno Setroredjo / Johan Sisal | Javaan      |
| Natuurlijke Hulpbronnen               | NPS    | Harold Pollack / Franco Demon                        | Creool      |
| Onderwijs en Volksontwikkeling        | NPS    | Cor Pigot / Gerard Hiwat                             | Creool      |
| Openbare Werken                       | VHP    | Radjkoemar Randjietsingh                             | Hindoestaan |
| Planning en Ontwikkelingssamenwerking | NPS    | Eddy Sedoc / Ronald Assen                            | Creool      |
| Regionale Ontwikkeling                | NPS    | Rufus Nooitmeer / Romeo van Russel                   | Creool      |
| Sociale Zaken en Volkshuisvesting     | KTPI   | Willy Soemita                                        | Javaan      |
| Transport, Communicatie & Toerisme    | SPA    | John Defares                                         | Creool      |
| Volksgezondheid                       | VHP    | Rakieb Khudabux                                      | Hindoestaan |